# NGC 1325
NGC 1325 is een balkspiraalstelsel in het sterrenbeeld Eridanus. Het hemelobject werd op 19 december 1798 ontdekt door de Duits-Britse astronoom William Herschel. Het hemelobject ligt in de buurt van NGC 1325.

## Synoniemen
- PGC 12737
- ESO 548-7
- MCG -4-9-4
- UGCA 70
- IRAS03221-2143